# Абсерд (Тегеран)
Абсерд (перс. آبسرد‎) — город на севере Ирана, в остане Тегеран. Входит в состав шахрестана Демавенд. Является частью бахша Меркези.

## География
Город находится в восточной части остана, к югу от автодороги 79, на расстоянии приблизительно 11 километров (по прямой) к юго-востоку от города Демавенд, административного центра шахрестана. Абсолютная высота — 1931 метр над уровнем моря.

## Население
По данным переписи 2006 года население города составляло 9865 человек (5255 мужчин и 4610 женщин). В Абсерде насчитывалось 2438 домохозяйств. Уровень грамотности населения составлял 64,2 %. Уровень грамотности среди мужчин составлял 67,1 %, среди женщин — 61 %.
В 2016 году в городе имелось 3110 домохозяйств и проживало 10 648 человек (5532 мужчины и 5116 женщин).
Среди жителей распространён диалект демавенди мазандеранского языка.